# Adrián Riera
Adrián Riera Torrecillas (Murcia, Región de Murcia, 19 de abril de 1996), más conocido como Riera, es un futbolista español que juega de extremo derecho en el O.F.I. Creta F.C. de la Superliga de Grecia.

## Trayectoria
Nacido en Murcia, Riera se formó en la cantera del Levante UD en el que haría su debut con el filial el 22 de agosto de 2015, jugando los últimos seis minutos en una derrota por 0-1 en la Segunda División B contra el Hércules CF.
El 1 de febrero de 2016, Riera fue cedido a La Roda CF hasta el final de la temporada. 
En verano de 2016 al terminar su contrato con el Atlético Levante Unión Deportiva, firmó con el Getafe CF para jugar en el Getafe Club de Fútbol "B" en Tercera División.
El 11 de julio de 2017, Riera regresó a la Tercera División para jugar en las filas de la SD Formentera.
El 31 de enero de 2018, firmaría por el CD Toledo en la misma categoría, pero nada más debutar, sufrió una lesión en la rodilla que le apartaría el resto de la temporada.
En agosto de 2018, Riera firmó por el Villarreal Club de Fútbol "B" en que jugó durante la temporada 2018-19.
En verano de 2019, firma un contrato con el Asteras Tripolis de la Superliga de Grecia por dos temporadas, conjunto que por entonces dirigía Borja Jiménez Sáez.
Riera hizo su debut profesional el 24 de agosto de 2019, comenzando en una derrota por 0-1 frente al Olympiacos FC.
El 30 de mayo de 2023, firma por el O.F.I. Creta F.C. de la Superliga de Grecia.

## Clubes
| Club                             | Categoría      | País   | Año         | Partidos | Goles |
| -------------------------------- | -------------- | ------ | ----------- | -------- | ----- |
| Atlético Levante Unión Deportiva | 2.ª División B | España | 2015 - 2016 | 7        | 0     |
| La Roda CF(cedido)               | 2.ª División B | España | 2016        | 11       | 0     |
| Getafe Club de Fútbol "B"        | 3.ª División   | España | 2016 - 2017 | 15       | 0     |
| SD Formentera                    | 2.ª División B | España | 2017 - 2018 | 21       | 3     |
| CD Toledo                        | 2.ª División B | España | 2018        | 1        | 1     |
| Villarreal Club de Fútbol "B"    | 2.ª División B | España | 2018 - 2019 | 14       | 0     |
| Asteras Tripolis                 | 1.ª División   | Grecia | 2019 - 2023 | 10       | 0     |
| O.F.I. Creta F.C.                | 1.ª División   | Grecia | 2023 -      |          |       |